# Thallomys nigricauda
Thallomys nigricauda là một loài động vật có vú trong họ Chuột, bộ Gặm nhấm. Loài này được Thomas mô tả năm 1882.